# 한국의 궁중무용

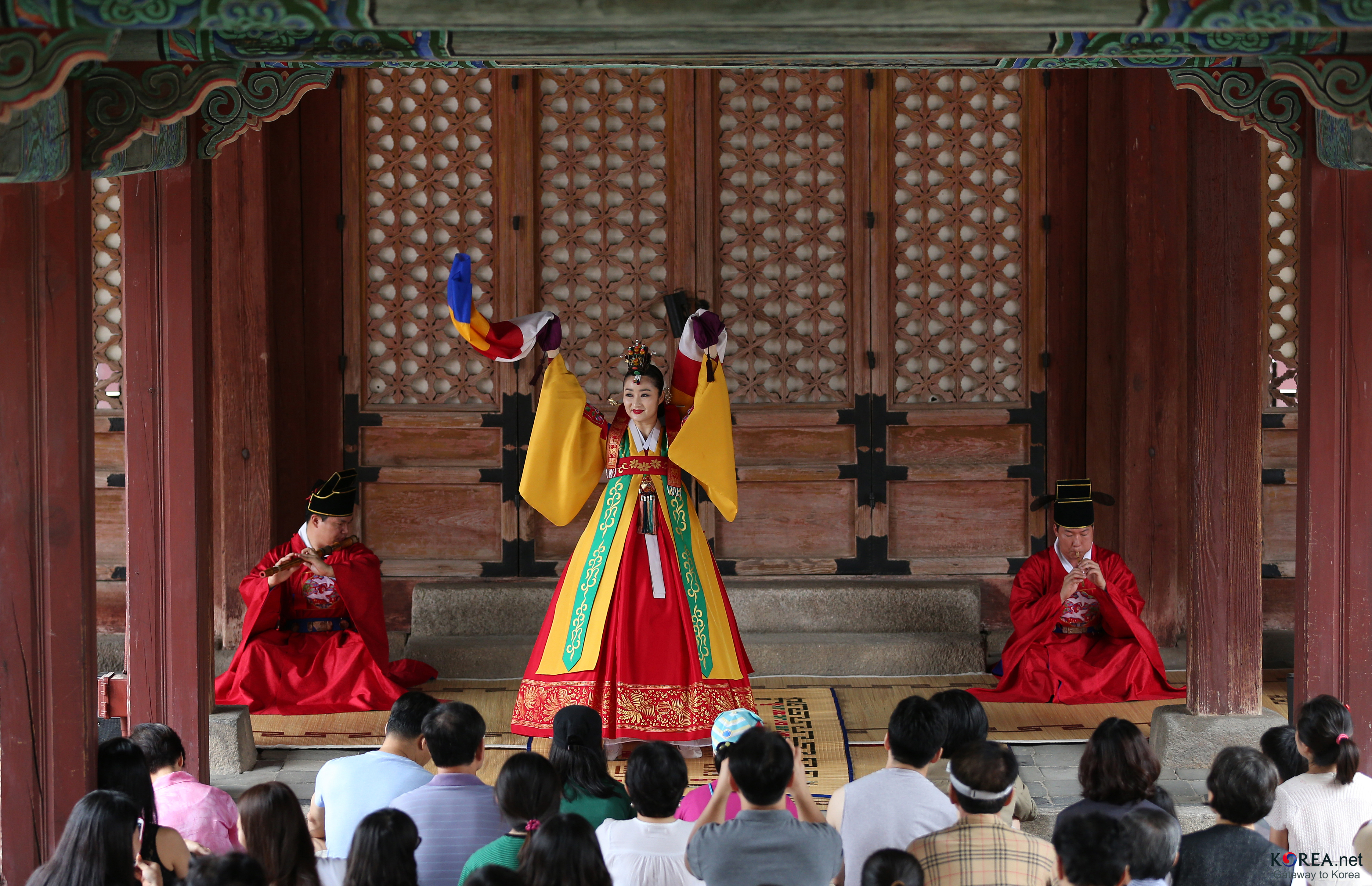
춘앵전

한국의 궁중무는 궁중 진연(進宴)과 의식에 쓰던 무(춤)로 정재(呈才) 라고도 한다. 궁중무는 사회제도가 군주국가의 형태로 되면서 국가기관에 예속되어 거기에서 보호를 받으면서 오랜 세월 동안 계속된 무이다. 군주정치가 계속되는 동안은 나라의 경사, 궁중의 향연, 외국 국빈을 위한 연회와 왕후장상(王侯將相)들의 완상(玩賞)거리로 쓰였고, 심지어 지방 관아(官衙)에까지 전파되었으나 민간 대중과는 관계가 없었다. 정재는 크게 향악정재(#향악무)와 당악정재(#당악무)로 구분되는데 당악정재는 무원(舞員)이 죽간자(竹竿子)를 갖추고 한문으로 된 창사(唱詞)와 치어(致語)를 부른다. 당악정재에는 오양선·장생보연지무·처용무·포구락·하성조(賀聖調) 등이 있다. 향악정재에는 죽간자가 없고 우리말 창사(唱詞)를 부른다. 향악정재에는 춘앵전·검무·무고·학무·항장무·가인전목단 등이 있다. 그리고 궁중무용이라는 말 보다는 궁중무라는 말이 옳다. 무용이란 단어는 20세기 이후에 쓰인 말이다.

## 분류
1. 국가와 왕가의 경사를 축하하기 위하여 창작된 것
2. 조상 또는 선왕(先王)의 공적을 추모하고 찬양하기 위하여 창작된 것
3. 군왕의 위업과 업적을 송축(頌祝)하고 고취·선양하기 위하여 제작된 것
4. 외국에서 수입된 것
5. 민간에서 발생되어 궁중으로 들어온 것
6. 한국에서 창작된 것
7. 한국에서 창작된 것으로 외국의 악곡이나 무용의 이름으로 부르고 있는 것
8. 한국에서 창작된 것으로 외국무용의 형식으로 구성된 것
9. 한국에서 창작된 것으로 연희되는 용도에 따라서 이름이 달라진 것
10. 기타 발생된 경위가 정확하지 않은 것

## 역사
오늘날까지 전해 내려오고 있는 궁중무의 종류는 53종이다. 이 53종이 시대별로 발생된 수효를 보면 신라시대 4종, 고려시대 13종, 조선시대 36종이다.

### 신라시대
고대에 있어서는 어느 사회에서도 1년에 1·2차의 제천대회(祭天大會)가 열려 제천과 아울러 부족의식을 연마하며 가무백희가 연행(演行)되었는데, 이때의 가무백희의 구체적인 모습에서는 무용이나 음악이나 기타의 놀이가 확연히 구별되는 것은 아니었다. 신라시대의 궁중무의 경우에 대해서는 신라악(新羅樂)을 통해서 그 모습을 엿볼 수밖에 없다. <고려사> <악지(樂志)>에는 삼국속악조(三國俗樂條)에 신라의 가악(歌樂)으로 6종을 들고 있으나, <문헌비고> <속악부>에는 신라악으로 30여 종을 들고 있어, 7세기 후반에 이르러 삼국을 통일한 신라가 전대의 악을 집성하여 후세에 전함이 많았던 것으로 보인다.
한국의 문헌에서 '백희'라는 성어(成語)가 처음 보이는 것은 <삼국사기> 권1 유리이사금(儒理尼師今) 9년(32)의 '가배조(嘉俳條)'일 것이다. 여기에서 보이는 '가무백희'가 상세치 않으나, 대개 중국에서의 각저희 즉 산악백희의 영향을 많이 입은 것 같다. 아무튼 신라무용의 내용을 보다 구체적으로 살필 수 있는 종목으로는 검무·무애무·처용무·5기·도솔가무 등을 들 수 있을 것 같다.

### 고려시대
고려시대의 궁중무는 먼저 향악무(鄕樂舞)와 당악무(唐樂舞)의 두 계통으로 구분할 수가 있다. 이것은 <고려사> <악지(樂志)> 중의 <정재홀기(呈才笏記)>가 속악정재(俗樂呈才)와 당악정재(唐樂呈才)로 구분되어 있기 때문이다. 속악정재는 한국에서 발생된 것이요, 당악정재는 외국에서 수입된 것이라고 할 수 있다. 이것은 궁중악에 있어서 당악과 속악으로 구분되는 이유와 다를 것이 없다. 속악무는 <고려사> <악지> <속악정재홀기>에 3종이 기록되어 있고, 또 <악학궤범> <시용향악정재도의(時用鄕樂呈才圖儀)>에도 3종이 수록되어 있다. 그래서 향악무 6종이 고려 때 시작된 것이고, 당악무는 <고려사> <악지> <당악정재홀기>에는 5종으로 나와 있으며, 역시 <악학궤범> <시용당악정재도의> 속에도 기록되어 있는데, 여기에는 <고려사> <악지>에 나와 있는 5종 외에 6화대(六花隊)란 춤이 첨가되어 있어서 당악정재도 6종이 된다.
그리고 <무용종류기록철>에만 들어 있는 광수무(廣袖舞)는 무원의 수 및 반주악곡이 <풍경지곡(豊慶之曲)>이라고만 기록되어 있을 뿐 기타 기록에서는 광수무에 대해서는 찾아 볼 수 없으므로, 현재로서 광수무는 재연(再演) 불가능한 명칭만 있는 춤이다.

#### 당악무와 향악무
신라 통일 이후 고려에 걸쳐서 당나라의 음악이 수입됨으로써 전부터 내려오던 음악과 양립하게 되었고, 당시(唐詩)가 들어옴으로써 향가라는 말이 생겼으며, 당악의 대칭으로 향악이라 하게 되었다. 원래 악(樂)이라 함은 곡(曲)과 창(唱), 희와 무(舞)를 총칭하는 것이다. 당악에 향악의 이름이 사용됨으로써 정재(呈才)나 관악기에 있어서도 당악정재와 향악정재, 당악기와 향악기라는 구별법이 생겼고, 따라서 당악에 반드시 따르게 되어 있는 춤을 당악무라 하고, 향악과 함께 하는 춤을 향악무라 하며, 좌와 우로 구별하기 위하여 이를 양부악(兩部樂)이라고도 했다.
일본에서 당나라의 음악을 좌방악(左坊樂), 고려 음악을 우방악(右坊樂)이라고 흔히 부르고 있는 것과 마찬가지로, 한국에서는 좌는 당악, 우는 향악을 가리켜 말하고 있다. 그러나 당악은 반드시 당나라 음악만을 가리킨 것이 아니고 중국 계통의 속악(俗樂)을 통틀어 호칭하는 것으로, 다시 말하면 당나라 계통의 음악과 송나라에서 들어온 교방악(敎坊樂)과 허다한 사악(詞樂)까지 합한 총칭이다. 향악이라면 엄격한 의미에서 볼 때 고대로부터 계승되어 오던 한국의 재래음악 즉 민속악을 가리킨다고 하겠으며 이것은 곧 당악과의 대칭이라 할 것이다.

##### 향악무

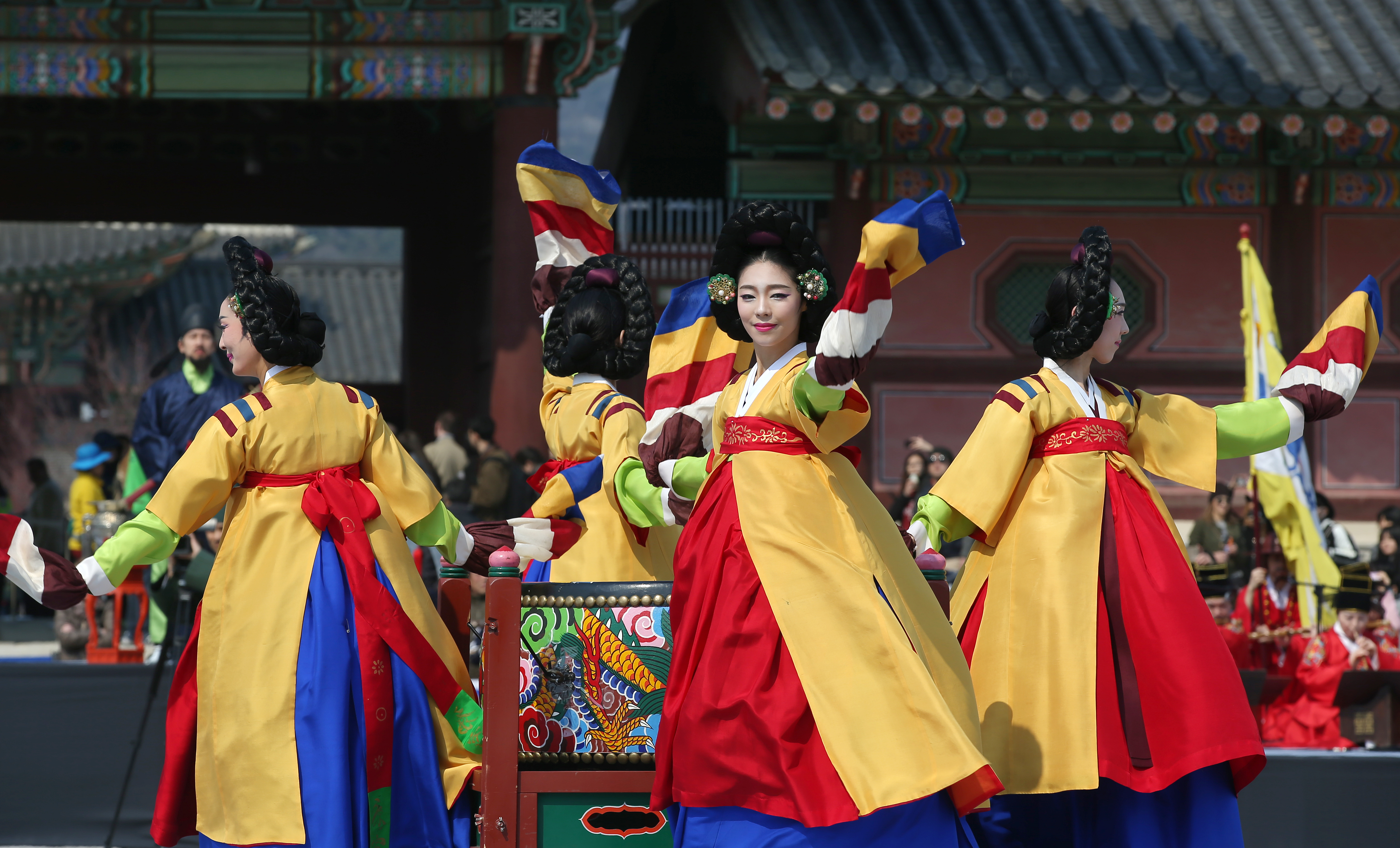
무고

무고(舞鼓)
고려 충렬왕 때의 시중(侍中) 이곤(李混)이 영해군에 귀양가서 바닷가에 떠내려 오는 부사(浮査)를 얻어 이로써 큰 북을 만들었는데, 북소리가 훌륭하여 이 북을 치며 추던 춤에서 무고춤이 생겼다. 이 춤은 무고라 불리는 북면이 위로 난 북을 중앙에 두고, 원무(元舞) 4인, 협무(挾舞) 4인의 군무(群舞)로 먼저 창사를 부르고 나서 원무는 북채를 들고 춤을 추면서 차례로 북을 싸고 돌며 치고, 협무는 종이로 만든 꽃 삼지화(三枝花)를 들고 원무의 사이사이에 끼어 춤을 추는 화려한 춤이다. 무용음악은 삼현도드리(咸寧之曲)·염불도드리(玉連環之曲)·삼현타령이 쓰인다.
무애무(無㝵舞)
신라 때부터 전해 오는 춤의 하나로 원효의 무작(舞作)이라 한다. <삼국유사>에 보면 원효가 실계(失戒)를 하고 설총을 낳은 후, 속복(俗服)을 입고 스스로 호(號)를 소성거사(小性居士)라고 하였는데, 우연히 광대가 가지고 춤추던 표주박을 얻어 그 모양을 본받아서 도구를 만들고 이것을 무애라 이름하여 노래를 지어서 세상에 전하였다 한다. 또 원효는 일찍이 이것을 가지고 마을로 돌아다니며 노래하고 춤추어 화영(化詠)하였다고 하는데, 이것은 원효가 불교를 유포하는 수단으로 부처의 이역(利役)을 노래하고 춤으로 중생의 귀의를 바랐던 데서 나온 것이라 한다.
무원(舞員) 12명 중에서 2명이 두손에 표주박을 들고 춤을 추면 다른 사람들은 그 둘레를 돌면서 춤을 춘다. 고려를 거쳐 조선에 이르는 동안 불교적인 내용의 노래가 왕가의 번영을 송축하는 노래로 바뀌었다.
동동무(動動舞)
고구려 때 궁중의 잔치 때에 추던 춤의 한 가지. 맨처음 여기(女妓) 두사람이 나와서 북향으로 나란히 서서 염수(斂手)와 족도(足蹈)를 하며 절하고 다시 꿇어 앉아 아박(牙拍)을 들고 '동동사(動動詞)'의 첫구절을 부르면 다른 여기들이 따라서 부른다. 이때 악관(樂官)은 그 곡조를 아뢴다. 두 여기는 앉아서 아박을 띠에 꽂고 곡조가 끝나면 일어서고, 둘째곡조가 끝나면 염수하고 무도하며, 셋째 곡조가 끝나면 아박을 빼어들고 주악(奏樂)의 절차를 따라 무도한다. 주악이 끝나면 처음과 같이 몸을 구부렸다가 일어난다.
율령체(律令體)로 이루어진 '동동사'는 다음과 같다.
덕(德)으란 곰배에 받잡고복(福)으란 림배에 받잡고……덕이여 복이라 흐날나아라 오소서아으 동동(動動) 다리정월(正月) 나릿므른아으 어져 녹져 하논대 누릿 가온대 나곤몸하 하울로 널셔아으 동동(動動) 다리

향발무
고려 시대부터 전해온 춤으로, 나이 어린 여기(女妓) 8명(혹은 2·4·6·10·12명으로도 구성됨)을 가려 향발이라는 작은 타악기를 두 손의 모지(母指)와 장지(長指)에 붙들어 매고 장단에 맞추어 두 번 또는 세 번씩 엇바꾸어 치면서 대무(對舞)·배무(背舞) 등으로 추는 재미있는 춤이다. 마치 에스파냐의 '캐스터네츠'를 치면서 추는 서양춤을 연상케 하는 춤이다.
아박무(牙拍舞)
상아로 만든 작은 박을 두 손에 들고 이것을 치면서 추는 춤인데, 무기(舞妓) 2명이 좌우로 갈라 서고, 나아가서 꿇어 앉아 아박을 들어다 놓은 다음, 일어나 염수(斂手)·족도(足蹈)하면서 '동동만기(動動慢機)'를 아뢴다. 이어 두 기녀(妓女)가 이 음악에 맞추어서 '동동사(動動詞)'의 첫 구절을 노래한다. 다시 아박을 허리띠 사이에 꽂고 족도한 다음 동동중기에 맞추어 동동 2월사(詞) 이하 12월사까지 노래 부르고, 북향무(北向舞)·대무(對舞)·배무(背舞) 등의 차례로 '매월사(每月詞)'에 따라서 여러 가지로 춤이 변하는 것이다.
학무(鶴舞)
고려 때부터 전해오는 춤이다. 보허자령의 주악(奏樂)에 여러 기녀들이 노래를 부른 다음, 청학(靑鶴)·백학(白鶴)이 지당(池塘) 앞에 동서로 갈라 서서 북쪽으로 향한다. 박자에 따라 몸을 흔들어 북을 친 다음 족도(足蹈)하여 걸어 나가 학의 온갖 짓을 흉내내고, 다시 연통(蓮筒)을 주둥이로 쪼다가 안에서 두 동녀(童女)가 머리를 들고 나오면, 두 학이 놀라 뛰어나가는 것으로 이 춤은 끝난다. 이러한 것은 중간에 없어졌고, 근래에 추는 것은 민속무용가 한성준(韓成俊)에 의한 것이라 한다. 옛것은 보허자의 무용 음악을 썼으나, 요즘의 것은 청성자진한닙(淸聲曲), 길타령, 굿거리가 쓰인다.

##### 당악무
아래 6종에 대해서는 <고려사> <악지> <당악정재홀기>와 <악학궤범> <시용당악정재도의> <무용종류기록철> 등을 보면 외국에서 발생되어 고려시대에 수입된 것으로 되어 있다. 그러나 다만 어느 때 한반도에 들어온 것인지에 대하여는 전혀 밝혀져 있지 않다. 다만 전기 <고려사> <악지>와 <악학궤범>을 참고하여 고려 때 발생된 춤으로 인정하고 있는 것이다.
수연장무(壽延長舞)
고려 성종 때 지은 무용이다. 죽간자(竹竿子) 2명, 무원(舞員) 8명으로 이루어진 이 춤은 임금의 장수(長壽)를 축원하는 내용이다. 먼저 죽간자가 나아가 구호를 부르고 난 다음 원무(元舞) 8명이 나아가서 미전사(尾前詞)·단운영채색(丹蕓映彩色)을 외면 춤은 그제야 본격화 한다. 죽간자의 마지막 구호가 끝나고 죽간자와 원무가 처음 자리로 물러서면 음악이 그치고 춤도 함께 끝맺는다.
포구락(抛球樂)
중국 송나라로부터 전해 온 여자 군무로, 고려 문종 때 초영(楚英)이라는 여령(女伶)으로부터 비롯한 것으로 전한다. 죽간자 2인이 마주 서 있고 포구문(抛毬門)의 동쪽과 서쪽에 봉필(蓬筆)과 봉화(奉化)가 서 있으며, 원무 12인이 좌우 여섯 쌍으로 갈라선 다음에 채구(彩毬：공)를 풍류안(風流眼)에다 넣는 재미있는 놀이로 되어 있다.
좌1, 우2, 좌2 등의 순서로 한쌍씩 차례로 마주서서 주악(奏樂)에 맞추어 노래를 부르고 춤을 추다가, 오른손에 갖고 있는 채구를 던져서 용안(龍眼)으로 나가게 한다. 채구를 풍류안(구멍)에다 넣으면 상으로 꽃 한 가지를 주고, 만약 넣지 못하면 벌로 얼굴에다 먹점을 찍는다. 옛날에는 꽃을 주는 대신에 공 문에다 무명베(白木)를 걸쳐서 상으로 주었다.
헌선도무(獻仙桃舞)
서왕모가 목왕(穆王)에게 드렸다는 중국의 고사(故事)를 무용화한 것인데, 선도는 3천년에 한번씩 연다는 불로장생의 열매로서 헌선도는 당나라 때 있어 온 이 이름에 고려 때 최충헌이 다시 지은 것으로 전한다. 죽간자 2명, 선모(仙母) 1명, 협무 2명으로 구성되며, 선도를 올리면서 세세태평(歲歲太平)할 것을 축원하는 노래로 추는 춤이다.
5양선(五羊仙)
고려 때 송나라에서 전래한 중국 무용의 하나이다.
五仙騎五羊 何代降玆鄕— 이군옥(李群玉), <창포간시(菖蒲澗詩)>

그 주(註)에 <환우기>를 인용하여 고고가 초나라의 재상이 되자 어디선지 선인이 5색의 양을 타고 내려와서 벼이삭을 고을 사람들에게 주었다 하였다. 이로써 5양선을 삼았다는 것이다. 그런데 7명이 추는 이 5양선은 왕조의 서기(瑞氣)를 노래하며 춤춘다. 특히 이 춤에서 주목되는 바는 송악(宋樂)의 하나로서 지금까지 전해오는 '보허자령(步虛子令)'을 반주음악으로 쓴 점에 있다.
6화대무(六花隊舞)
고려 때 비롯한 춤으로, 옥색·초록·자적(紫的)·진홍·양람(洋藍)·분홍색의 여섯 가지 꽃들과 그 꽃의 중심되는 중예와 따로 죽간자(竹竿子) 9명으로 구성된다. 그중 6명이 3명씩 나뉘어서 각각 홍(紅)과 남(藍)으로 차려입고 추는데 먼저 죽간자가 화심가(花心歌)를 부르면 중심무(中心舞)가 그 답사(答詞)를 섬긴다. 다음 원무 일동이 차례로 한명씩 1념시(一念詩)·2념시(二念詩)·3념시(三念詩)의 화심(花心)을 읊고, 또 그것을 노래로 옮겨 부른 다음 화사한 꽃춤을 보이는 것이다.
연화대무(蓮花臺舞)
두 여자아이가 고운 의모(衣帽)에 금방울을 흔들며 추는 춤인데, 처음에는 연꽃에 숨었다 꽃을 꺾고 나타난다. 무원(舞員) 32명이 보허자(步虛子)와 그 밖의 세 곡조의 반주에 따라 춤을 추며, 두 개의 연화관(蓮花冠)을 중심으로 4인의 여기(女妓)가 상대(相對)·상배(相背) 또는 도약(跳躍) 등으로 춤을 추면, 협무(挾舞)는 이에 따라 추고, 왕화(王花)인 연꽃의 정(精)이 나타나서 노래를 부르며 춤을 춘다.

### 조선시대
조선시대의 궁중무는 신라시대의 무용과 고려시대에 발생한 무(춤)를 고스란히 이어받은 것은 말할 것도 없고, 조선시대야말로 궁중무의 요람기요 전성기였다고 말할 수 있고, 이때에 궁중무가 창작 또는 발생된 것이 무려 36종에 달하기 때문에 한국무용 총수효의 53종에 비하면 36종이란 큰 비중을 차지하고 있는 것이다.

#### 조선시대 무용의 종류

##### 조선에서 만들어진 궁중무
아래 8종의 무는 조선시대에 제작된 춤인데도 불구하고 <악학궤범> <시용당악정재도의> 중에 삽입돼 있는 것을 보면 당시에는 당악정재로 취급되어 오지 않았나 하는 의심을 불러 일으키게도 한다. 그러나 춤의 내용이나 부르는 노래의 가사들이 조선조에 창작된 것일 뿐 아니라, 그 내용이 선왕(先王) 또는 왕가의 융성을 축원하고, 왕업(王業)의 번영을 축하하는 뜻이 내포되어 있기 때문에, 비록 <악학궤범> <시용당악정재도의>에 수록되어 있다 하더라도 이것을 당악무로 간주할 수 있는 아무런 증거가 없다. 다만 창작적인 면에서 당악무의 형식으로 이루어졌을는지는 모르나, 전기한 무 8종에 죽간자(竹竿子)·인인장(引人丈)·황개(黃盖)·정절(旌節)·용선(龍扇)·봉선(鳳扇)·작선(雀扇)·미선(尾扇) 등의 의물(儀物)이 들어있는 것을 엿볼 수 있다. 이런 무구(舞具)가 삽입·나열되는 것이 당악무의 법식인지의 여부는 좀 더 연구가 필요한 점이다.
몽금척무(夢金尺舞)
정종 (조선) 때 비롯하였으며, 태조 수명(受命)의 상(象)을 무용화한 것이다. 태조가 아직 잠저(潛邸) 하였을 때 꿈에 신인(神人)이 금척(金尺)을 받들고 하늘에서 내려와, 태조의 바탕이 문무를 겸하고 민망(民望)이 있다 함을 이르면서 금척을 주었다는 것이 그 내용이다. 즉 천의(天意)로써 나라를 이룩했다는 것을 춤으로 꾸민 것이다.
수보록무
당악무로서, 조선 태종 때의 궁중무용의 하나로, 보록을 받고 이서(異書)를 얻은 일을 내용으로 한 것이다. 즉 태조가 아직 잠저(潛邸)해 있을 때 지리산 석벽(石璧) 속에서 얻었다고 이서를 헌상(獻上)한 사람이 있었다. 그 뒤 임신년에 그 말이 맞았다고 하여 이 일을 춤으로 꾸며 '수보록'이라 이름했음이 <악학궤범> 권4 <수보록조>에 나타나 있다.
근천정무(覲天庭舞)
당악무로서, 조선 태종 때의 춤이다. 봉족자(奉簇子) 1명, 죽간자(竹竿子) 2명, 선모(仙母) 1명, 협무(挾舞) 2명으로 구성된다. 오운개서조(五蕓開瑞朝) 주악리에 봉족자와 봉죽간자가 함께 발을 들어 앞으로 나아가 구호를 하고, 박이 울리면 다시 제자리에 돌아와 좌우로 분립(分立) 한 다음에 선모와 좌우 협무가 앞으로 조금 나아가서 염수(斂手)와 족도(足蹈)를 한 뒤 치어(致語)를 부르고 금전악령(金殿樂令)을 아뢰면 근천정사를 노래한다. 이어 대무(對舞)·배무(背舞) 등의 무가 있은 뒤에 끝 구호를 부른 다음, 처음 음악의 악절(樂節)에 따라 춤을 끝낸다.
수명명무(受明命舞)
당악무로서, 조선 태종 때 지어진 춤이다. 봉족자, 선모 각 1명, 봉죽간자 2명, 좌우 협무 각 4명으로 구성된다. 회팔선(會八仙)을 아뢰면 족자와 죽간자가 앞으로 나아가, 선구호(先口號)하고 물러나와 좌우로 나누어 선 다음, 선모와 협무가 절화무(折花舞)를 추며 나아간다. 다시 박(拍)이 울리면 선모는 가운데 서서 돌며 춤추고 협무는 회선(回旋)한다. 그리고 치어(致語) '수명명사(受命命詞)'를 노래한 다음, 광수무(廣手舞)·첨렴수(尖斂手)·4수무(四手舞)·8수무(八手舞)의 순서로 춤춘 다음, 후구호(後口號)를 부르고서 차례로 퇴장한다.
하황은무(荷皇恩舞)
당악무로서, 조선 태종이 부왕의 명을 받아 국사를 권섭(權攝)하고, 또 천명으로써 나라를 다스리게 되었다는 기쁨에 넘치는 춤이다. 무원(舞員)은 10명이며, <장춘불로지곡(長春不老之曲)> 등의 반주에 맞춘다.
하성명무(賀聖明舞)
당악무로서, 조선 태종 때 비롯한 것으로 성명(聖明)을 경축하고 서응(瑞應)을 송축한 춤이다. 15명이 <장춘불로지곡> 등의 반주에 맞추어 춘다.
성택무(聖澤舞)
당악무로서, 조선 태종 때 조정의 사신을 위로하기 위하여 지은 춤이다. 족자 1명, 죽간자 2명, 선모 1명, 무원 8명 등 열두 사람이 성군의 은덕으로 노래하고 춤출 수 있는 태평한 세월을 만난 데 대한 감은의 뜻을 표현한 내용의 노래를 부르며 춤을 추는 것이다.
곡파무(曲破舞)
당악무로서, 조선 태종 때 비롯한 춤이다. 죽간자 2명, 무원 2명. 회팔선(會八仙)의 주악리에 죽간자 2명이 족도(足蹈)하며 나아가 좌우로 나누어 선 다음, 전구호(前口號)를 부른다. 이어 무원 2명이 손을 들고 앞에 나가면 석노교(惜奴嬌)를 아뢰고 무작(舞作)하다가, 창사(唱詞)가 끝나면 여러 가지 주악에 따라 대무(對舞)·배무(背舞)하고, 혹은 무진(舞進)·무퇴(舞退)하며, 후구호(後口號)를 마지막으로 춤이 끝난다.
다음으로 조선시대에 발생되어 <악학궤범> <시용향악정재도의>에 기록된 것을 보면 다음의 것이 있다.
문덕곡무(文德曲舞)
향악무로서, 조선 태종 때 생긴 춤이다. 태조 창업의 문덕(文德)을 송축하는 가사를 부르며, 다섯 사람이 나아가서 치어(致語)가 끝나면 이내 문덕곡을 부르며, 개언노장(開言路章)을 노래하고, 주악에 따라 여기(女妓) 4명이 북쪽으로 향하여 염수(斂手)·족도(足蹈)하고, 보공신장(保功臣章)·정경계장(正經界章)·정례악장(定禮樂章)을 순차로 노래한 다음, 악절(樂節)에 좇아 끝을 여민다.
봉래의무(鳳來儀舞)
조선 세종 때 이룩된 춤에는 '용비어천가'의 시가를 많이 부르는 것이 특색이다. 주악으로서는 향악과 당악을 섞어서 연주하나, 치화평무(致和平舞)와 취풍형무(醉豊亨舞)로 변할 때에는 향악만 연주한다. 남악(男樂)과 여악(女樂)이 있으며, 봉죽간자(奉竹竿子) 두 명과 무기(舞妓) 여덟 명이 나와서 춤을 추는데, 무기 여덟 명은 가로 두줄로 늘어서서 주악과 박의 소리에 맞추고, 절차를 따라서 구호와 '용비어천가'를 부르며 족도(足蹈)·대무(對舞)·배무(背舞)·회무(回舞)를 하다가 치화평무로 바꾼다.
<정재홀기>와 <무용종류기록철>에 기록된 것에 다음의 것이 있다.
초무(初舞)
향악무로서, 조선 숙종 때 생긴 것으로 두 사람이 본령(本令：일명 太平春之曲)에 맞추어 추는 춤이다. 이 춤에는 창사(唱詞)가 없는데, 두 무동(舞童)이 북향(北向)하여 서서 두 손을 번갈아 바꾸어 이마에 대면서 춤을 춘다.
첨수무(尖袖舞)
향악무로서, 조선 영조 때 비롯한 춤이다. 원래는 검기무(劍器舞)를 추기 전에 추던 것으로, 공막무(公莫舞)가 내연(內宴)에만 쓰이는데 대하여 이첨수무는 그 외연(外宴)에만 쓰였다.
공막무(公莫舞)
향악무로서, 조선 영조 때 비롯한 것으로, 원래는 검기무(劍器舞)를 춘 후에 추던 춤이다. 무원(舞員)은 2명으로 주로 내연(內宴)에만 쓰였다.
춘앵전
향악무로서, 조선 순조 때 효명세자가 아버지 순조 대신 대리청정을 할 때 어머니 순원숙황후의 40세 생일을 축하하는 의미로 만든 정재(呈才)로, 어느 봄날 아침 버들가지에 지저귀는 꾀꼬리 소리를 듣고 이를 무용화한 것이라고 한다. 무동(舞童)이 추기도 하나 대개 여기(女妓)의 춤인데 무동일 때는 복건(幅巾)에 앵삼(鶯衫)을 입고 여기(女妓)면 화관(花冠)에 앵삼을, 그 밖에 하파(霞波)·수대(繡帶)·한삼(汗衫) 등은 서로 같으며 앵삼은 꾀꼬리를 상징하는 노랑빛을 쓴다. 단아(端雅)하고 여성적인 독무(獨舞)이다. 처음에는 임금의 만수무강을 송축하는 노래를 부르고 난 다음, 일어서서 느릿느릿한 평조회상(平調會相：일명 柳初新之曲)에 맞추어 추는데, 이 춤만은 특히 화문석 위에서만 추게 된 것이다.
경풍도무(慶豊圖舞)
향악무로서, 조선 순조 때 비롯한 것으로, 선모(仙母)와 5명의 무원(舞員)이 풍년을 하송(賀頌)하는 춤이다. 먼저 선모가 경풍도를 들고 나아가 탁자 위에 놓고 나면, 협무(挾舞) 5명이 가곡편에 맞추어 다음과 같은 창사(唱詞)를 부른다. 올도 풍년(豊年), 내년도 풍년(豊年)이라. 연중풍년(年中豊年)이니 만민(萬民)이 장재풍년중(長在豊年中)이로다. 선인(仙人)이 봉옥함(奉玉函)하니 1폭(一幅) 경풍도(慶豊圖)로다. 가화구수(嘉禾九穗)니 송아왕덕(頌我王德)이샷다. 다음에 선모와 그를 따르는 5명이 상대(相對)·진퇴(進退)·회선(回旋) 등의 무용을 계속한다.
첩승무(疊勝舞)
향악무로서, 조선 순조 때부터 전해 온 춤이다. 여섯 사람이 추며, 궁중의 화려하고 태평한 모습을 칭송하는 내용이다. 제1첩에서 제10첩까지의 창사(唱詞)를 각기 다른 동작의 춤 사이사이에 부르며 함녕지곡(咸寧之曲) 등이 반주된다.
최화무(崔花舞)
당악무로서, 원래 중국 송대에 생긴 것으로 조선 순조 때 고쳐 꾸민 것이다. 여덟 사람이 춤을 추며, 꽃피는 봄을 부르는 내용을 가진 춤이다. 음악에는 염양춘(艶陽春) 등이 반주된다.
항장무(項莊舞)
향악무로서, 평안북도 선천 지방에서 연행되던 잡극(雜劇)이던 것이 조선 고종 계유년에 처음 궁중에 받아들여졌다. 진나라 말의 소란에 즈음하여 항우와 유방은 관중으로의 선진(先陣)을 다투다가 유방이 먼저 들매 항우가 노하여 군사를 홍문(鴻門)에 머무르게 하고 그 다음날 아침을 기하여 유방을 치려 했다. 항우의 계부(季父) 항백은 유방의 신하인 장량과 사이가 좋았던 관계로 이 계략을 말하자 유방은 그 다음날 홍문에 나와 사과하였다. 그때 항우의 신하인 범증은 항장으로 하여금 검무를 추게 하다가 유방을 척살하려 들었으나 유방의 신하 번증의 변설(辨說)로 무사함을 얻었다. 항장무는 이 홍문연의 삽화를 무용화한 것으로 고종 때 성행하였다. 여기 등장인물은 항우·우미인(虞美人)·범증·진평·패공(沛公)·장양·번증·항장·항백이며, 그 밖에 여령(女伶)·취고수(吹鼓手) 등 많은 인원이 동원된다.
사자무(獅子舞)
최치원의 <향악잡영> 5수(五首) 가운데 산예라는 것은 서역계(西域系)의 사자무를 말한 것으로 되어 있어 더욱이 우륵의 <소제 12곡(所製十二曲)> 중에 사자기(獅子伎)의 이름이 보이니, 외국에서 들어온 이 춤은 이미 삼국시대부터 있었음을 알 수 있다. 조선 고종 때 비로소 궁중에서 연행(演行)되었다. 그 내용은 청(靑)사자·황(黃)사자가 영산회상(靈山會相)에 맞추어 사자몸을 흔들며 뛰어 나아가, 동서로 분립한 다음 탁지(啄地)·휘미(揮尾) 등 사자의 무서운 동작을 여러 가지로 흉내내며 추는 춤이다.
연백복지무(演百福之舞)
당악무로서, 조선 순조 때 비롯한 춤이다. 주상(主上)의 덕화(德化)가 융성함과 복록무강(復祿無疆)을 기린 것이다. 의상과 춤사위는 다른 정재(呈才)와 별차가 없다. 죽간자(竹竿子) 2명, 원무(元舞) 5명이 춘다.
그리고 비록 <무용종류기록철>에는 조선시대에 발생된 것으로 표시되어 있으나, <정재홀기>가 보존되어 있지 않기 때문에 도저히 재연(再演)할 수 없는 것으로,
1. 망선문(望仙門)
2. 영지무(影池舞)
3. 춘광호(春光好)
4. 연화무(蓮花舞)
5. 춘대옥촉(春臺玉燭)

등이 있다.

##### 조선의 외래 궁중무
조선시대에 발생된 것으로 되어 있으면서도 한편으로 외국에서 발생되었다고 부기되어 있는 것이 있는데, 이 기록이 춤으로서 한국에 수입된 것인지, 춤의 이름이 있는 것을 그 이름만 옮겨 왔는지, 그렇지 않으면 외국의 악곡명을 춤이름으로 사용했는지 등등에 대해서는 전혀 분명치 못한 감이 있다.
보상무(寶相舞)
한나라의 반무(盤舞)와 진나라의 배반무(杯盤舞)에 영향을 받아서 조선 순조 때에 비롯한 춤이다. 보상반(寶相盤)이라고 하는 둥근 상 옆에 기녀 2명이 꽃과 붓을 받들고 각각 섰으며, 춤으로는 둘씩 짝을 지어 세 패로 벌려서서 먼저 제1대가 음악에 맞추어서 앞으로 나아가 앉아 채구(彩毬)를 들고 일어나 가사를 왼 다음, 미리 준비하여 놓은 반상 가운데에다 채구를 던진다. 채구를 반상에다 제대로 넣으면 상으로 꽃을 주고, 넣지 못하면 벌로 뺨에다 먹칠을 한다. 이런 방법으로 뒤를 이어서 춤을 추는 것이다.
만수무(萬壽舞)
향악무로서, 조선 순조 때 지은 춤이다. 다섯 사람이 향당교주(鄕唐交奏)에 일제히 무진(舞進). 중무(中舞)는 조금 더 나아가 '만수서일홍(萬壽瑞日紅)'의 창사를 부른다. "어저 만재(萬載)여 만재에 억만재(億萬載)로다. 만재에 억만재하니 억만재에 또 억억만재로다. 저 뿌리 깊은 나무는 가지가 많고 근원(根源) 먼 물은 흐름이 길도다." 이런 노래를 부르고 난 뒤 추는 상대(相對)·상배(相背)·수수(垂手)·회선(回旋)·복렬(複列)의 무는 다른 정재(呈才)의 사위와 별로 다름이 없다.
헌천화무(獻天花舞)
향악무로서, 조선 순조 때 비롯한 춤이다. 선모(仙母) 1명, 협무(挾舞) 2명, 집당기(執幢妓) 2명의 5인무(五人舞)로서, 선녀가 하늘의 꽃을 왕에게 드리는 축복의 춤이다.
박접무(搏蝶舞)
향악무로서, 조선 순조 때 비롯한 것이나, 당나라 때 있었던 춤의 영향을 받은 춤이다. 무원은 6명. '함녕지곡(咸寧之曲)' 그 밖의 두 곡조에 의하여 반주된다.
심향춘(沈香春)
향악무로서, 조선 순조 때 비롯한 춤이다. 두 사람의 대무로서, 화병(花甁)을 가운데 두고 꽃을 어르고 꺾고 하는 그 춤사위는 가인전목단(佳人剪牧丹)을 방불케 한다.
향령무(響鈴舞)
향악무로서, 조선 순조 때 비롯한 춤으로, 당대 연악(燕樂)의 하나인 동발상화지락과 비슷한 춤이다. 여섯 사람이 둘씩 품자(品字) 모양으로 벌려 서서, 각각 두 손에 방울을 들고 가곡계악(歌曲界樂)에 맞추어 노래 부르며 방울을 흔들고 뿌리면서 춘다. 대여음(大餘音)에 나아가고, 초장(初章)부터 5장까지 부르는 사이에 수수쌍불(垂手雙拂)·좌소전(左小轉)·우소전(右小轉)·합선(合蟬) 등의 춤을 춘다.
제수창(帝壽昌)
당악무로서, 성명(聖明)을 송하(頌賀)한 내용의 춤으로 조선조 순조 때 비롯한 것이다. 족자(簇子) 1명, 죽간자(竹竿子) 2명, 무동(舞童) 8명, 선모(仙母) 1명, 합하여 12명이 추는 춤이다.
무산향(舞山香)
향악무로서 춘앵전과 같이 혼자 추는 춤으로서 대모반(玳瑁盤)을 놓고 그것을 중심하여 왕래하면서 춘다. 의상이며 춤사위는 춘앵전과 많이 비슷하다.
고구려무(高句麗舞)
향악무로서, 중국 수대의 춤의 영향을 받은 것으로 멀리 고구려 때부터 전해 오는 유서깊은 춤이다. 현재의 고구려무는 조선 순조 때 내용을 많이 더하고 춤가락도 번화하게 고친 것이다. 본래는 무동(舞童) 6명이 3대(三隊)로 나뉘어 상대하여 추었다. 일찍부터 중국에 알려져 이백의 제시(題詩)까지 전하고, 뒤에 그것을 춤추면서 병창(竝唱)하였다
장생보연지무(長生寶宴之舞)
당악무로서, 조선 순조 29년(1829)에 익종예제(翼宗睿製)로서 중국 송대의 기성절(基聖節)에 쓰던 같은 이름의 춤의 영향을 받았다. 죽간자(竹竿子) 2명, 원무(元舞) 5명. 먼저 죽간자가 나가고 다음에 원무 5명이 나아가 바로 늘어서고 보허자(步虛子)에 맞추어 수악절(隋樂節) 창사(唱詞)를 일제히 부른다. 이어 상대무·수수무·상배무·산작화무(散作花舞)·3전무(三轉舞)·5방무(五方舞)·대전무(大轉舞)·4선무(四仙舞)·회선무(回旋舞) 등 춤이 아홉번 변하는 것도 그렇거니와, 창사를 보허자의 악절(樂節)에 따라 부르는 것도 이 춤만이 갖는 특색이다.
가인전목단(佳人剪牧丹)
향악무로서, 중국 송 태조 때 도곡(陶穀)이라는 한림학사가 조칙(詔勅)을 받들어 지은 것에 이 춤이 있는데, 그것을 본받아 조선 순조 때 효명세자가 새로 지은 것이 곧 가인전목단이다. 원래는 무동대(舞童隊)와 여제자대가 함께 어울려서 추었지만, 요즈음은 때에 따라 따로 추고 있다. 만발(滿發)한 모란꽃 통을 무대 중앙에 놓고서 10인의 무원(舞員)이 금봉관(金鳳冠)을 쓰고 색옷을 입고 2대가 편을 짜서 교선무(交旋舞)·원화무(圓花舞)·회선무(回旋舞)·복렬무(複列舞)의 순서로 춤을 추며 꽃을 꺾고 즐기는 춤이다.